# Fluy
Fluy – miejscowość i gmina we Francji, w regionie Hauts-de-France, w departamencie Somma.
Według danych na rok 1990 gminę zamieszkiwało 355 osób, a gęstość zaludnienia wynosiła 56 osób/km² (wśród 2293 gmin Pikardii Fluy plasuje się na 646. miejscu pod względem liczby ludności, natomiast pod względem powierzchni na miejscu 750.).